# Associazione Internazionale dei Caterinati
L'Associazione Internazionale dei Caterinati è un'associazione cattolica che riunisce i "figli spirituali" di Santa Caterina che la riconoscono come "Mamma e Maestra" spirituale. L'associazione ha sede a Siena, presso il Santuario-Casa di Santa Caterina da Siena. Il presidente è l'arcivescovo pro-tempore di Siena, Colle di Val d'Elsa e Montalcino, è diretta dal Priore generale, un caterinato residente a Siena.
Ha gruppi in Italia, a Siena, Milano, Trieste, Bologna, Varazze, Firenze, Roma, Sovicille e in Belgio, Liegi-Bruxelles e Eupen-Astenet, dove esiste anche un Santuario.
L'associazione venne fondata inizialmente come Associazione Ecumenica dei Caterinati da monsignor Mario Ismaele Castellano, allora arcivescovo di Siena, all'indomani del 4 ottobre 1970, quando Santa Caterina da Siena fu proclamata Dottore della Chiesa Universale da Papa Paolo VI. A sua volta questa associazione aveva preso origine dalla soppressa Compagnia laicale di Santa Caterina in Fontebranda, la Compagnia nata nel 1461 riunendo i discepoli laici della santa, dopo la canonizzazione della Santa, avvenuta per volontà di Papa Pio II.
Il 15 agosto 1992, l'Associazione venne riconosciuta dal Pontificio Consiglio per i Laici (Decreto del Pontificio Consiglio per i Laici 15 agosto 1992, n.1178/92/S-61/A-65a) e da allora si chiama Associazione Internazionale dei Caterinati.
Santa Caterina da Siena è Patrona d'Italia (1939), Dottore della Chiesa (1970) e, per volontà di Giovanni Paolo II, Patrona d'Europa (1999).